# Viscoin
{{Radera|Väldigt liten och okänd kryptovaluta som saknar relevans. Länkarna som finns är enbart till deras egen hemsida och deras github. Det finns nästan ingen fakta om valutan online. Så jag anser att sidan saknar relevans och med tanke på det låga antalet sidor om kryptovalutor på svenska Wikipedia så borde inte denna vara en av dem.}}
Viscoin (VIS) är en peer-to-peer kryptovaluta och open-source project som släppts under GPLv3 licens.